# Canarana roseicollis
Canarana roseicollis är en skalbaggsart som beskrevs av Maria Helena M. Galileo och Martins 2004. Canarana roseicollis ingår i släktet Canarana och familjen långhorningar. Inga underarter finns listade.